# Ritchie Boys
A Ritchie Boys (Ritchie Fiúk) egy megközelítőleg tízezer fős csoport neve volt, amely fiatal, főleg zsidó németekből állt, akik az 1930-as években menekültek el szülőhazájukból az USA-ba. Belépve az Amerikai Egyesült Államok seregébe a Military Intelligence Training Center-ben (Katonai Hírszerzés Kiképző Központjában), azaz Camp Ritchie táborában (Maryland) kaptak kiképzést. Elnevezésük innen ered. Főleg a hírszerző munka és a pszichológiai hadviselés módszereit kellett elsajátítaniuk. Alkalmassá tette őket a feladatra a német nyelvtudásuk és a német mentalitás ismerete. A küldetésük az volt, hogy tanulmányozzák az ellenséget, és demoralizálják annak érdekében, hogy elérjék a feltétel nélküli megadást.
Miután az Amerikai Egyesült Államok hadat üzent a náci Németországnak, a Ritchie Fiúk a szövetséges erők hadviselésében fontos eszközzé váltak. Visszatértek Európába az 1944. június 6-i D-napon, és bevetették őket más szövetséges csapatok oldalán. Röviddel a partraszállás előtt elhagyták egységüket, hogy különleges megbízatásukat teljesítsék. Értékes információkkal látták el a szövetségeseket. Segítettek megtörni a német ellenállást azáltal, hogy bomlasztó, demoralizáló hatást gyakoroltak a németekre, mind a nyílt háborúskodás, mind a titkos hadműveletek tekintetében. Hadifoglyokat és szökevényeket vallattak ki, hogy információkat szerezzenek a német haderő színvonaláról, a csapatmozgásokról, valamint a németek fizikai és pszichológiai állapotáról. A célzott dezinformálás keretében a médiumokon keresztül (újságokban megjelenő hirdetmények, röpiratok, rádióközvetítések stb.) igyekeztek a német lakosság és a katonaság ellenállását megtörni a szövetséges erők inváziójával szemben.
A háború után a Ritchie Fiúk közül többeh tolmácsként teljesítettek szolgálatot a nürnbergi perben. Később sokan közülük sikeres politikai, tudományos vagy üzleti karriert futottak be.
A Ritchie Fiúk közé tartozott számos olyan prominens személyiség, mint Hans Habe, Klaus Mann, Stefan Heym, Hanus Burger, David Robert Seymour.
A Ritchie Fiúk történetét 2004-ben megfilmesítették. A dokumentumfilmet Christian Bauer rendezte. 2005-ben pedig Németországban került kiadásra Die Ritchie Boys címmel a könyv, amelynek szerzőpárosa: a rendező Christian Bauer és Rebekka Göpfert.

## Külső hivatkozások
- (németül) Baron, Ulrich: Wir waren nicht mehr wehrlos a Die Welt-ben. (Hozzáférés: 2009. április 14.)
- The Ritchie Boys Comprehensive website with history, media and contact information. (Hozzáférés: 2009. április 14.)
- Turan, Kenneth: An untold war story Archiválva 2009. január 8-i dátummal a Wayback Machine-ben a Los Angeles Times-ban (Hozzáférés: 2009. április 14.)